# Work (Kelly Rowland)
Work è un brano musicale della cantante statunitense Kelly Rowland.

## Descrizione
Composto dalla Rowland insieme a Scott Storch e Jason Boyd e coprodotto da Storch e Boyd, è stato pubblicato durante il primo quarto del 2008 come secondo singolo internazionale tratto dal secondo album della Rowland, Ms. Kelly del 2007. Work ha ottenuto la prima posizione in 4 classifiche: Bulgaria, Polonia, nella classifica R&B britannica, e nella stessa classifica della Germania, ed è riuscito ad entrare nella top 10 di Australia, Brasile, Croazia, Finlandia, Francia, Irlanda, Malta, Italia e Regno Unito, superando abbondantemente i risultati del precedente singolo Like This.

## Video musicale
Il video musicale prodotto per Work è stato filmato a Los Angeles, California il 26 luglio 2007 dal regista Philip Andelman. Il video doveva essere trasmesso nel settembre 2007, ma per non entrare in concorrenza col precedente video della Rowland, la sua première fu slittata a dicembre. Il video essenzialmente è composto da sequenze di Kelly Rowland e le sue ballerine che posano o danzano su uno sfondo fatto da immagini caleidoscopiche e luci al neon.

## Tracce
CD maxi single
1. Work (Freemasons radio edit) - 3:11
2. Work (album version) - 3:28
3. Work (Steve Pitron & Max Sanna Radio Edit) - 3:33
4. Work (Freemasons dub mix) - 7:09
5. Work (Freemasons radio remix video) - 3:11

CD single
1. Work (Freemasons radio edit) - 3:11
2. Work (album version) - 3:28

U.S. digital EP
1. Work (Freemasons radio edit) - 3:11
2. Work (Steve Pitron & Max Sanna radio edit) - 3:33
3. Work (Edit) - 3:28
4. Work (Freemasons Club Mix) - 10:37
5. Work (Steve Pitron & Max Sanna club mix) - 7:59
6. Work (AJ Bhandary remix) - 3:10

## Classifiche internazionali
| Classifica (2008)      | Posizione massima |
| ---------------------- | ----------------- |
| Australia              | 6                 |
| Austria                | 32                |
| Belgio (Fiandre)       | 53                |
| Belgio (Vallonia)      | 37                |
| Brasile                | 80                |
| Bulgaria               | 1                 |
| Paesi Bassi            | 14                |
| Europa Digital Songs   | 8                 |
| Europa Hot 100 Singles | 7                 |
| Finlandia              | 4                 |
| Francia                | 4                 |
| Germania Black Chart   | 1                 |
| Germania Singles Chart | 25                |

| Classifica (2008)   | Posizione più alta |
| ------------------- | ------------------ |
| Global Dance Tracks | 16                 |
| Grecia              | 6                  |
| Ungheria            | 6                  |
| Irlanda             | 12                 |
| Italia              | 6                  |
| Nuova Zelanda       | 10                 |
| Norvegia            | 17                 |
| Polonia             | 1                  |
| Portogallo          | 20                 |
| Repubblica Ceca     | 38                 |
| Russia              | 8                  |
| Slovacchia          | 13                 |
| Svizzera            | 8                  |
| Turchia             | 3                  |
| Regno Unito         | 4                  |